# Caenides allyni
Caenides allyni är en fjärilsart som beskrevs av Miller 1971. Caenides allyni ingår i släktet Caenides och familjen tjockhuvuden. Inga underarter finns listade i Catalogue of Life.